# Entomophaga
Entomophaga (лат.) — род тахин подсемейства Tachininae трибы Siphonini.

## Описание
Длина тела 3—5 мм. Имеется четыре или пять лобных щетинок. Глаза голые. Первый членик аристы удлинённый. У самок глаза крупнее, чем у самцов. Наличиник U-образный. Щупики длинные, бугристые. Сосательные лопасти хоботка подушковидные. Предвершинная щетинка на передних голенях примерно равна или длиннее дорзальной щетинки. Средние голень с одной предвершинной щетинкой. Брюшко яйцевидной формы, полностью чёрной окраски в белом или сером опылении.

## Биология
Хозяева известны только для Entomophaga nigrohalterata. Личинки этого вида паразиты молей Ypsolopha parenthesella, Ypsolopha ustella и Ypsolopha alpella из семейства Ypsolophidae. Все эти виды являются фитофагами дуба черешчатого. Зимуют на стадии пупария в почве. Имаго активны весной. Изходя из строения гениталий самок предполагают, что яйца или личинок они откладывают на покровы тела хозяина.

## Классификация
В состав рода включают 5 видов.
- Entomophaga exoleta (Meigen, 1824)
- Entomophaga nigrohalterata (Villeneuve, 1921)
- Entomophaga sufferta (Villeneuve, 1942)
- Entomophaga ussuriensis Tachi & Shima, 2006
- Entomophaga vernalis Tachi & Shima, 2006

## Распространение
Представители рода встречаются в Европе, на юге Дальнего Востока, Корее, Китае и Японии.